# 125-та сесія МОК

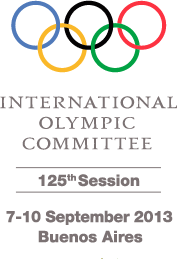
Офіційний символ 125-ї сесії МОК

125-та сесія МОК відбулась у готелі Гілтон у столиці Аргентини Буенос-Айресі з 7 до 10 вересня 2013 року. Міжнародний олімпійський комітет обрав Токіо містом проведення літніх Олімпійських ігор 2020 року. До програми змагань 2020 та 2024 років була повернена боротьба, Томас Бах був обраний президентом МОК на 8-річний термін.